# The X Factor (Vereinigte Staaten)
The X Factor ist eine US-amerikanische Musik-Castingshow von Simon Cowell, die von seiner Produktionsfirma SYCOtv produziert wird. Sie ist die US-amerikanische Version der britischen Castingshow mit dem gleichen Namen, welche bereits seit 2004 auf dem dortigen Sender ITV ausgestrahlt wird. Die Show startete am 21. September 2011 auf dem US-Sender Fox. Der Moderator der ersten Staffel war der Brite Steve Jones, während in der zweiten Staffel Khloé Kardashian und Mario Lopez durch die Sendung führen.
Als Teil des X-Factor-Franchise hat das Format der Show zahlreiche Unterschiede zu seinen Konkurrenten, darunter auch American Idol. Beim Wettbewerb können sowohl Solo-Künstler als auch Gruppen ohne obere Altersgrenze auftreten. Jedes Jurymitglied betreut eine von vier Kategorien, Mädchen zwischen 12 und 30, Jungen zwischen 12 und 30, Personen über 30 oder Gruppen (von denen einige erst nach der Castingphases aus abgelehnten Solo-Künstlern gebildet werden). Während der Liveshows fungieren die Jurymitglieder als Mentoren für ihre Kategorie, helfen den Kandidaten bei der Songauswahl, beim Styling und bei der Inszenierung der Performance, während sie die Kandidaten aus den anderen Kategorien beurteilen.
Die erste Staffel gewann im Dezember 2011 die auf den britischen Jungferninseln aufgewachsene Sängerin Melanie Amaro.

## Produktion
Obwohl American Idol zu einem großen Erfolg geworden ist und in ihren sieben (Stand: November 2011) aufeinander folgenden Staffeln als die meistgesehene Sendung ausgezeichnet wurde, ist ihr Original Pop Idol in ihrer Heimat Großbritannien nicht so erfolgreich. Im Jahr 2004 wurde Pop Idol abgesetzt und ITV kündigte an, eine neue Castingshow mit dem ehemaligen Pop-Idol-Jurymitglied Simon Cowell, ohne die Beteiligung von Idol-Schöpfer Simon Fuller, zu entwickeln. Die Einschaltquoten der ersten Staffeln waren nur mittelmäßig, stiegen jedoch bis zur siebten Staffel im Jahr 2010 über 10 Millionen pro Woche. Pop Idol ist in Großbritannien zugunsten von The X Factor schon längst vergessen, während die US-amerikanische Version davon in den USA immer noch die meistgesehene Sendung darstellte.
Im April 2009 tauchten Berichte auf, dass Cowell eine US-Version von The X Factor entwickeln möchte, nachdem sein Vertrag bei American Idol nach dem Ende der neunten Staffel auslief. Unter seinem damaligen Vertrag wurde Cowell nämlich verboten The X Factor als Rivale neben Idol zu etablieren. Im September 2009 unterzeichnete Fox, der Sender von Idol, einen Vertrag, der ihm zusicherte die US-Version von The X Factor auszustrahlen. Am 11. Januar 2010 berichtete News Corporation, über Fox News in den USA und The Times in Großbritannien, dass Cowell Idol nach dem Ende der neunten Staffel verlassen wird, um The X Factor im September 2011 in die USA zu bringen. Er selbst begründete seine Entscheidung auf der Television Critics Association damit, dass er die Show verlassen musste, damit er als Executive Producer und als Jurymitglied in der US-Version von The X Factor fungieren kann.
Im November 2010 begann Fox kurze Werbespots für die Show auszustrahlen, wobei „Coming to America Fall 2011“ (zu deutsch: Kommt im Herbst 2011 nach Amerika) zu lesen war. Die New York Times beschrieb die Werbespots als Versuche von Fox, die Show als Fernsehereignis zu präsentieren. Während des Super Bowl XLV enthüllt Fox das offizielle Logo für die Show in einem Spot mit Cowell. In einem zweiten Spot an diesem Tag waren Katy Perry, Justin Bieber, The Black Eyed Peas, Usher, Lady Gaga, die Pussycat Dolls und Madonna zu sehen. Diese Aktion führte zu Spekulationen darüber, wer neben Cowell in der Jury sitzen wird.
The X Factor startete in den USA und in Kanada am 21. September 2011, gefolgt von Großbritannien einen Tag später und einer Handvoll weiterer Staaten.

## Ablauf
Inhalt der Castingshow ist es, ein Gesangstalent zu entdecken, dessen Begabung vom veranstaltenden Fernsehsender als „X Factor“ bezeichnet wird. Der Gewinner erhält einen fünf Millionen Vertrag bei der Plattenfirma Epic Records und wird in einem Pepsi-Werbespot, der beim Super Bowl XLVI auf NBC ausgestrahlt wird, zu sehen sein. Eine Staffel erstreckt sich über fünf Phasen, das „Vorsingen vor den Produzenten“, dann das „Vorsingen vor der Jury“, danach das „Bootcamp“, darauf das „Juryhaus“ und zum Schluss kommen die „Liveshows“. Die Bewerber wurden in der ersten Staffel in die vier Kategorien, Mädchen zwischen 12 und 30, Jungen zwischen 12 und 30, Personen über 30 und Gruppen und in der zweiten in Teens, Junge Erwachsene, Personen über 25 und Gruppen eingeteilt. Jedes Jurymitglied übernimmt ab der dritten Phase eine der vier Kategorien als Mentor der Kandidaten bis zum Ende der Staffel. In der ersten Phase müssen alle Kandidaten auf einer Bühne vor Publikum und Jury singen. Die Anzahl der Weitergekommenen wird in der gemeinsamen Bootcamp-Phase nochmals reduziert. Als dritte Phase schließt sich das Juryhaus an, in dem jeder Mentor seine besten acht Bewerber auswählt, mit denen er in den anschließenden Liveshows gegen die anderen Teilnehmer und Mentoren antritt. Die verbliebenen Teilnehmer singen in den Liveshows Lieder, die zumeist vom Mentor ausgewählt wurden. In den Liveshows müssen jeweils die beiden Kandidaten mit den wenigsten Zuschauerstimmen ein selbst gewähltes Lied in einem sogenannten „Final showdown“ (zu deutsch: finaler Kampf) vortragen. Die Jury entscheidet mit einfacher Mehrheit, welcher der beiden ausscheidet. Unter den besten drei Teilnehmern bestimmen dann nur noch die Zuschauer über das Weiterkommen und über den Sieger.

## Jury
Die Jury der jeweiligen Staffel bestand aus den folgenden Mitgliedern:
| Staffel | Juroren      | Juroren       | Juroren                          | Juroren     |
| ------- | ------------ | ------------- | -------------------------------- | ----------- |
| 1       | Simon Cowell | L.A. Reid     | Cheryl Cole 1 Nicole Scherzinger | Paula Abdul |
| 2       | Simon Cowell | L.A. Reid     | Britney Spears                   | Demi Lovato |
| 3       | Simon Cowell | Paulina Rubio | Kelly Rowland                    | Demi Lovato |

Anmerkungen
- 1Cheryl Cole wurde nach den ersten beiden Castings durch Nicole Scherzinger ersetzt.

## Staffel 1

### Finalisten
| Kategorie                        | Kandidaten      | Kandidaten    | Kandidaten     | Kandidaten       | Kandidaten    |
| -------------------------------- | --------------- | ------------- | -------------- | ---------------- | ------------- |
| Jungen 12 bis 29 (L.A. Reid)     | Astro           | Marcus Canty  | Phillip Lomax  | Chris Rene       |               |
| Mädchen 12 bis 29 (Simon Cowell) | Melanie Amaro   | Simone Battle | Rachel Crow    | Drew             | Tiah Tolliver |
| Über 30 (Nicole Scherzinger)     | LeRoy Bell      | Stacy Francis | Dexter Haygood | Josh Krajcik     |               |
| Gruppen (Paula Abdul)            | The Brewer Boys | InTENsity     | Lakoda Rayne   | The Stereo Hogzz |               |

### Ergebnistabelle

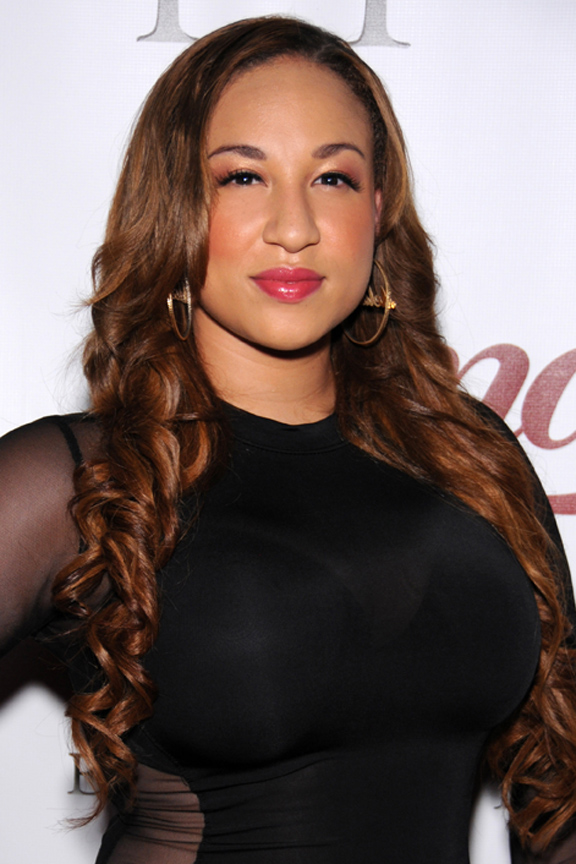
Die Gewinnerin der ersten Staffel: Melanie Amaro

| Name             | Woche 1      | Woche 2                 | Woche 3                 | Woche 4                 | Woche 5                 | Woche 6                 | Woche 7                 | Woche 8                 | Finale                  | Finale                  |
| Name             | Woche 1      | Woche 2                 | Woche 3                 | Woche 4                 | Woche 5                 | Woche 6                 | Woche 7                 | Woche 8                 | Teil 1                  | Teil 2                  |
| ---------------- | ------------ | ----------------------- | ----------------------- | ----------------------- | ----------------------- | ----------------------- | ----------------------- | ----------------------- | ----------------------- | ----------------------- |
| Melanie Amaro    | Weiter       | Weiter                  | Weiter                  | Weiter                  | Weiter                  | Weiter                  | Weiter                  | Weiter                  | Gewinnerin              | Gewinnerin              |
| Josh Krajcik     | Weiter       | Weiter                  | Weiter                  | Weiter                  | Weiter                  | Weiter                  | Weiter                  | Weiter                  | Platz 2                 | Platz 2                 |
| Chris Rene       | Weiter       | Weiter                  | Weiter                  | Weiter                  | Weiter                  | Weiter                  | Weiter                  | Weiter                  | Platz 3                 | Platz 3                 |
| Marcus Canty     | Weiter       | Weiter                  | Weiter                  | Weiter                  | Letzten drei            | Letzten drei            | Letzten zwei            | Platz 4                 | Ausgeschieden (Woche 8) | Ausgeschieden (Woche 8) |
| Rachel Crow      | Weiter       | Weiter                  | Weiter                  | Weiter                  | Weiter                  | Weiter                  | Letzten zwei            | Ausgeschieden (Woche 7) | Ausgeschieden (Woche 7) | Ausgeschieden (Woche 7) |
| Drew             | Weiter       | Weiter                  | Weiter                  | Weiter                  | Weiter                  | Letzten drei            | Ausgeschieden (Woche 6) | Ausgeschieden (Woche 6) | Ausgeschieden (Woche 6) | Ausgeschieden (Woche 6) |
| Astro            | Weiter       | Weiter                  | Weiter                  | Letzten zwei            | Weiter                  | Letzten drei            | Ausgeschieden (Woche 6) | Ausgeschieden (Woche 6) | Ausgeschieden (Woche 6) | Ausgeschieden (Woche 6) |
| LeRoy Bell       | Weiter       | Weiter                  | Weiter                  | Weiter                  | Letzten drei            | Ausgeschieden (Woche 5) | Ausgeschieden (Woche 5) | Ausgeschieden (Woche 5) | Ausgeschieden (Woche 5) | Ausgeschieden (Woche 5) |
| Lakoda Rayne     | Weiter       | Weiter                  | Letzten zwei            | Weiter                  | Letzten drei            | Ausgeschieden (Woche 5) | Ausgeschieden (Woche 5) | Ausgeschieden (Woche 5) | Ausgeschieden (Woche 5) | Ausgeschieden (Woche 5) |
| Stacy Francis    | Weiter       | Weiter                  | Weiter                  | Letzten zwei            | Ausgeschieden (Woche 4) | Ausgeschieden (Woche 4) | Ausgeschieden (Woche 4) | Ausgeschieden (Woche 4) | Ausgeschieden (Woche 4) | Ausgeschieden (Woche 4) |
| The Stereo Hogzz | Weiter       | Letzten zwei            | Letzten zwei            | Ausgeschieden (Woche 3) | Ausgeschieden (Woche 3) | Ausgeschieden (Woche 3) | Ausgeschieden (Woche 3) | Ausgeschieden (Woche 3) | Ausgeschieden (Woche 3) | Ausgeschieden (Woche 3) |
| InTENsity        | Weiter       | Letzten zwei            | Ausgeschieden (Woche 2) | Ausgeschieden (Woche 2) | Ausgeschieden (Woche 2) | Ausgeschieden (Woche 2) | Ausgeschieden (Woche 2) | Ausgeschieden (Woche 2) | Ausgeschieden (Woche 2) | Ausgeschieden (Woche 2) |
| Tiah Tolliver    | Letzten fünf | Ausgeschieden (Woche 1) | Ausgeschieden (Woche 1) | Ausgeschieden (Woche 1) | Ausgeschieden (Woche 1) | Ausgeschieden (Woche 1) | Ausgeschieden (Woche 1) | Ausgeschieden (Woche 1) | Ausgeschieden (Woche 1) | Ausgeschieden (Woche 1) |
| Simone Battle    | Letzten fünf | Ausgeschieden (Woche 1) | Ausgeschieden (Woche 1) | Ausgeschieden (Woche 1) | Ausgeschieden (Woche 1) | Ausgeschieden (Woche 1) | Ausgeschieden (Woche 1) | Ausgeschieden (Woche 1) | Ausgeschieden (Woche 1) | Ausgeschieden (Woche 1) |
| Dexter Haygood   | Letzten fünf | Ausgeschieden (Woche 1) | Ausgeschieden (Woche 1) | Ausgeschieden (Woche 1) | Ausgeschieden (Woche 1) | Ausgeschieden (Woche 1) | Ausgeschieden (Woche 1) | Ausgeschieden (Woche 1) | Ausgeschieden (Woche 1) | Ausgeschieden (Woche 1) |
| The Brewer Boys  | Letzten fünf | Ausgeschieden (Woche 1) | Ausgeschieden (Woche 1) | Ausgeschieden (Woche 1) | Ausgeschieden (Woche 1) | Ausgeschieden (Woche 1) | Ausgeschieden (Woche 1) | Ausgeschieden (Woche 1) | Ausgeschieden (Woche 1) | Ausgeschieden (Woche 1) |
| Phillip Lomax    | Letzten fünf | Ausgeschieden (Woche 1) | Ausgeschieden (Woche 1) | Ausgeschieden (Woche 1) | Ausgeschieden (Woche 1) | Ausgeschieden (Woche 1) | Ausgeschieden (Woche 1) | Ausgeschieden (Woche 1) | Ausgeschieden (Woche 1) | Ausgeschieden (Woche 1) |

### Einzelergebnisse der Liveshows

#### Woche 1 (25. Oktober 2011)
| Name             | Song                                                              | Ergebnis      |
| ---------------- | ----------------------------------------------------------------- | ------------- |
| Astro            | Jump von Kris Kross                                               | Weiter        |
| Chris Rene       | Love Don’t Live Here Anymore von Rose Royce                       | Weiter        |
| Phillip Lomax    | I’m a Believer von The Monkees                                    | Ausgeschieden |
| Marcus Canty     | Do You Really Want to Hurt Me von Culture Club                    | Weiter        |
| The Stereo Hogzz | Try a Little Tenderness von Ray Noble                             | Weiter        |
| The Brewer Boys  | Rich Girl von Hall & Oates / Faith von George Michael             | Ausgeschieden |
| InTENsity        | The Clapping Song von Shirley Ellis / Footloose von Kenny Loggins | Weiter        |
| Lakoda Rayne     | Come On Eileen von Dexys Midnight Runners                         | Weiter        |
| Dexter Haygood   | Womanizer von Britney Spears / I Kissed a Girl von Katy Perry     | Ausgeschieden |
| LeRoy Bell       | Nobody Knows von Pink                                             | Weiter        |
| Stacy Francis    | One More Try von George Michael                                   | Weiter        |
| Josh Krajcik     | Forever Young von Bob Dylan                                       | Weiter        |
| Simone Battle    | Just Be Good to Me von S.O.S. Band                                | Ausgeschieden |
| Rachel Crow      | Where Did Our Love Go von The Supremes / Baby von Justin Bieber   | Weiter        |
| Drew             | Flashdance … What a Feeling von Irene Cara                        | Weiter        |
| Tiah Tolliver    | Sweet Dreams (Are Made of This) von Eurythmics                    | Ausgeschieden |
| Melanie Amaro    | I Have Nothing von Whitney Houston                                | Weiter        |

#### Woche 2 (2. November 2011)
- Starauftritt: Outasight mit dem Lied Tonight Is the Night
- Gruppenautritt: Without You

| Name             | Song                                                                     | Ergebnis      |
| ---------------- | ------------------------------------------------------------------------ | ------------- |
| The Stereo Hogzz | Rhythm Nation von Janet Jackson                                          | Letzten zwei  |
| Chris Rene       | Superstar von Carpenters                                                 | Weiter        |
| LeRoy Bell       | I’m Already There von Lonestar                                           | Weiter        |
| Rachel Crow      | Walking on Sunshine von Katrina and the Waves                            | Weiter        |
| Lakoda Rayne     | Landslide von Fleetwood Mac                                              | Weiter        |
| Josh Krajcik     | Jar of Hearts von Christina Perri                                        | Weiter        |
| Melanie Amaro    | Desperado von Eagles                                                     | Weiter        |
| Astro            | Hip Hop Hooray von Naughty by Nature / Get Ur Freak On von Missy Elliott | Weiter        |
| InTENsity        | Kids in America von Kim Wilde / Party Rock Anthem von LMFAO              | Letzten zwei  |
| Drew             | Just a Dream von Nelly                                                   | Weiter        |
| Marcus Canty     | Nothin’ on You von B.o.B / Every Little Step von Bobby Brown             | Weiter        |
| Stacy Francis    | Up to the Mountain von Solomon Burke                                     | Weiter        |
| Final showdown   |                                                                          |               |
| The Stereo Hogzz | Emotion von Samantha Sang                                                | Weiter        |
| InTENsity        | My Life Would Suck Without You von Kelly Clarkson                        | Ausgeschieden |

#### Woche 3 (9. November 2011)
- Thema: Lieder aus Filmen
- Starauftritt: Willow Smith mit dem Lied Fireball und Jessie J mit Domino
- Gruppenautritt: Save the World

| Name             | Song                                               | Film                                       | Ergebnis      |
| ---------------- | -------------------------------------------------- | ------------------------------------------ | ------------- |
| Stacy Francis    | Queen of the Night von Whitney Houston             | Bodyguard                                  | Weiter        |
| Marcus Canty     | I’m Going Down von Rose Royce                      | Car Wash                                   | Weiter        |
| Drew             | Fix You von Coldplay                               | Ich, Du und der Andere                     | Weiter        |
| LeRoy Bell       | I Still Haven’t Found What I’m Looking For von U2  | Die Braut, die sich nicht traut            | Weiter        |
| Lakoda Rayne     | Somebody Like You von Keith Urban                  | Wie werde ich ihn los – in 10 Tagen?       | Letzten zwei  |
| Astro            | Lose Yourself von Eminem                           | 8 Mile                                     | Weiter        |
| Melanie Amaro    | Man in the Mirror von Michael Jackson              | Michael Jackson’s This Is It               | Weiter        |
| The Stereo Hogzz | Ain’t No Other Man von Christina Aguilera          | Get Smart                                  | Letzten zwei  |
| Josh Krajcik     | With a Little Help from My Friends von The Beatles | Across the Universe                        | Weiter        |
| Chris Rene       | Gangsta’s Paradise von Coolio feat. L. V.          | Dangerous Minds                            | Weiter        |
| Rachel Crow      | I’d Rather Go Blind von Etta James                 | Cadillac Records                           | Weiter        |
| Final showdown   |                                                    |                                            |               |
| Lakoda Rayne     | No Air von Jordin Sparks feat. Chris Brown         | No Air von Jordin Sparks feat. Chris Brown | Weiter        |
| The Stereo Hogzz | You Are Not Alone von Michael Jackson              | You Are Not Alone von Michael Jackson      | Ausgeschieden |

#### Woche 4 (16. November 2011)
- Thema: Rockmusik
- Starauftritt: Rihanna mit dem Lied We Found Love
- Gruppenautritt: We Will Rock You

| Name           | Song                                                           | Ergebnis      |
| -------------- | -------------------------------------------------------------- | ------------- |
| LeRoy Bell     | We’ve Got Tonight von Bob Seger                                | Weiter        |
| Rachel Crow    | (I Can’t Get No) Satisfaction von The Rolling Stones           | Weiter        |
| Chris Rene     | No Woman, No Cry von Bob Marley                                | Weiter        |
| Stacy Francis  | It’s All Coming Back to Me Now von Céline Dion                 | Letzten zwei  |
| Melanie Amaro  | Everybody Hurts von R.E.M.                                     | Weiter        |
| Josh Krajcik   | The Pretender von Foo Fighters                                 | Weiter        |
| Astro          | I’ll Be Missing You von Sean Combs feat. Faith Evans und 112   | Letzten zwei  |
| Lakoda Rayne   | Your Love von The Outfield / Go Your Own Way von Fleetwood Mac | Weiter        |
| Drew           | With or Without You von U2                                     | Weiter        |
| Marcus Canty   | Piece of My Heart von Erma Franklin                            | Weiter        |
| Final showdown |                                                                |               |
| Stacy Francis  | Amazing Grace                                                  | Ausgeschieden |
| Astro          | Never Can Say Goodbye von The Jackson 5                        | Weiter        |

#### Woche 5 (22. November 2011)
- Thema: Thanksgiving
- Starauftritt: Kelly Clarkson mit dem Lied What Doesn’t Kill You (Stronger) und Bruno Mars mit It Will Rain
- Gruppenautritt: Raise Your Glass und So What

| Name           | Song                                    | Ergebnis      |
| -------------- | --------------------------------------- | ------------- |
| Rachel Crow    | I Believe von Yolanda Adams             | Weiter        |
| Marcus Canty   | A Song for Mama von Boyz II Men         | Letzten drei  |
| Melanie Amaro  | The World’s Greatest von R. Kelly       | Weiter        |
| Chris Rene     | Let It Be von The Beatles / Young Homie | Weiter        |
| Lakoda Rayne   | You Belong with Me von Taylor Swift     | Ausgeschieden |
| LeRoy Bell     | Angel von Sarah McLachlan               | Letzten drei  |
| Astro          | Show Me What You Got von Jay-Z          | Weiter        |
| Drew           | Skyscraper von Demi Lovato              | Weiter        |
| Josh Krajcik   | Wild Horses von The Rolling Stones      | Weiter        |
| Final showdown |                                         |               |
| Marcus Canty   | You Lost Me von Christina Aguilera      | Weiter        |
| LeRoy Bell     | Don’t Let Me Down von The Beatles       | Ausgeschieden |

#### Woche 6 (30. November 2011)
- Thema: Lieder von Michael Jackson
- Starauftritt: Tinie Tempah mit dem Lied Pass Out
- Gruppenautritt: Man in the Mirror

| Name           | Song                                                                                  | Ergebnis      |
| -------------- | ------------------------------------------------------------------------------------- | ------------- |
| Josh Krajcik   | Dirty Diana                                                                           | Weiter        |
| Astro          | Black or White                                                                        | Ausgeschieden |
| Drew           | Billie Jean                                                                           | Letzten drei  |
| Rachel Crow    | Can You Feel It                                                                       | Weiter        |
| Marcus Canty   | P.Y.T. (Pretty Young Thing)                                                           | Letzten drei  |
| Chris Rene     | I’ll Be There                                                                         | Weiter        |
| Melanie Amaro  | Earth Song                                                                            | Weiter        |
| Final showdown |                                                                                       |               |
| Drew           | Listen to Your Heart von Roxette                                                      | Ausgeschieden |
| Marcus Canty   | Neither One of Us (Wants to Be the First to Say Goodbye) von Gladys Knight & the Pips | Weiter        |

#### Woche 7 (7. Dezember 2011)
- Thema: Tanzmusik, Eigene Wahl
- Starauftritt: Mary J. Blige mit dem Lied Mr. Wrong und Lenny Kravitz mit Push
- Gruppenautritt: Stick Stickly

| Name           | Erster Song                        | Zweiter Song                                          | Ergebnis      |
| -------------- | ---------------------------------- | ----------------------------------------------------- | ------------- |
| Melanie Amaro  | Someone like You von Adele         | When You Believe von Mariah Carey und Whitney Houston | Weiter        |
| Marcus Canty   | Ain’t Nobody von Rufus             | A Song for You von Donny Hathaway                     | Letzten zwei  |
| Rachel Crow    | Nothin’ on You von B.o.B           | Music and Me von Michael Jackson                      | Letzten zwei  |
| Josh Krajcik   | We Found Love von Rihanna          | Something von The Beatles                             | Weiter        |
| Chris Rene     | Live Your Life von T.I.            | Where Do We Go From Here von ihm selbst               | Weiter        |
| Final showdown |                                    |                                                       |               |
| Marcus Canty   | I’m Going Down von Rose Royce      | I’m Going Down von Rose Royce                         | Weiter        |
| Rachel Crow    | I’d Rather Go Blind von Etta James | I’d Rather Go Blind von Etta James                    | Ausgeschieden |

#### Woche 8 (14. Dezember 2011)
- Thema: Freie Wahl
- Starauftritt: Nicole Scherzinger mit dem Lied Pretty und Florence and the Machine mit No Light, No Light
- Gruppenautritt: Ein Mix aus No Diggity und Shout

| Name          | Erster Song                           | Zweiter Song                 | Ergebnis      |
| ------------- | ------------------------------------- | ---------------------------- | ------------- |
| Marcus Canty  | I’ll Make Love to You von Boyz II Men | Careless Whisper von Wham!   | Ausgeschieden |
| Chris Rene    | Fly von Sugar Ray                     | No One von Alicia Keys       | Weiter        |
| Melanie Amaro | Hero von Mariah Carey                 | Feeling Good von Nina Simone | Weiter        |
| Josh Krajcik  | Come Together von The Beatles         | Hallelujah von Leonard Cohen | Weiter        |

#### Finale (21. und 22. Dezember 2011)
Teil 1
- Thema: Duette mit anderen Stars
- Duette:
  - Josh Krajcik mit Alanis Morissette
  - Chris Rene mit Avril Lavigne
  - Melanie Amaro mit R. Kelly
- Gruppenautritt: They Don’t Care About Us

| Name          | Erster Song (Duett)              | Zweiter Song               |
| ------------- | -------------------------------- | -------------------------- |
| Josh Krajcik  | Uninvited von Alanis Morissette  | At Last von Etta James     |
| Chris Rene    | Complicated von Avril Lavigne    | Young Homie von ihm selber |
| Melanie Amaro | I Believe I Can Fly von R. Kelly | Listen von Beyoncé         |

Teil 2
- Thema: Weihnachtslieder
- Starauftritte: Justin Bieber zusammen mit Stevie Wonder und dem Lied The Christmas Song, Bieber und Drew mit Santa Claus Is Coming to Town, Leona Lewis mit Run, 50 Cent zusammen mit Astro und einem Remix aus Wait Until Tonight und In da Club und Pitbull, Ne-Yo und Marcus Canty mit dem Lied Give Me Everything
- Gruppenautritt: The Edge of Glory (Gesungen von den Besten 12) und Heroes (Gesungen von Melanie Amaro und Josh Krajcik)

| Name          | Song                                                    | Ergebnis   |
| ------------- | ------------------------------------------------------- | ---------- |
| Melanie Amaro | All I Want for Christmas Is You von Mariah Carey        | Gewinnerin |
| Chris Rene    | Have Yourself a Merry Little Christmas von Judy Garland | Dritter    |
| Josh Krajcik  | Please Come Home for Christmas von Charles Brown        | Zweiter    |

## Staffel 2
Am 2. November 2011 verlängerte Fox die Sendung um eine zweite Staffel. Wie der Sender im Januar 2012 bekanntgab, wird sie einigen Veränderungen unterzogen. Dazu gehören auch zwei neue Jury-Mitglieder und ein neuer Moderator, denn Scherzinger, Abdul und Jones werden nicht mehr dabei sein. Im Mai 2012 wurden Britney Spears und Demi Lovato als neue Juroren bekanntgegeben. Die Ausstrahlung der zweiten Staffel begann am 12. September 2012 mit einer zweistündigen Show beim Sender Fox. Als Sieger wurde Tate Stevens betitelt.

### Finalisten
| Kategorie                      | Kandidaten      | Kandidaten    | Kandidaten           | Kandidaten    | Kandidaten |
| ------------------------------ | --------------- | ------------- | -------------------- | ------------- | ---------- |
| Teens (Britney Spears)         | Beatrice Miller | Arin Ray      | Carly Rose Sonenclar | Diamond White |            |
| Junge Erwachsene (Demi Lovato) | CeCe Frey       | Jennel Garcia | Willie Jones         | Paige Thomas  |            |
| Über 25 (L.A. Reid)            | Vino Alan       | Jason Brock   | David Correy         | Tate Stevens  |            |
| Gruppen (Simon Cowell)         | Emblem3         | LYRIC 145     | Sister C             | Fifth Harmony |            |

### Ergebnistabelle
| Name                 | Woche 1      | Woche 2                 | Woche 3                 | Woche 4                 | Woche 5                 | Woche 6                 | Woche 7                 | Finale                  |
| -------------------- | ------------ | ----------------------- | ----------------------- | ----------------------- | ----------------------- | ----------------------- | ----------------------- | ----------------------- |
| Tate Stevens         | Weiter       | 1. Platz                | 1. Platz                | 2. Platz                | 2. Platz                | 1. Platz                | Weiter                  | Sieger (Woche 8)        |
| Carly Rose Sonenclar | Weiter       | 2. Platz                | 2. Platz                | 1. Platz                | 1. Platz                | 2. Platz                | Weiter                  | 2. Platz (Woche 8)      |
| Fifth Harmony        | Letzten Acht | 5. Platz                | 6. Platz                | 7. Platz                | 4. Platz                | Letzten Drei            | Weiter                  | 3. Platz (Woche 8)      |
| Emblem3              | Weiter       | 6. Platz                | 4. Platz                | 4. Platz                | 3. Platz                | 3. Platz                | 4. Platz                | Ausgeschieden (Woche 7) |
| Diamond White        | Letzten Acht | 4. Platz                | 7. Platz                | 5. Platz                | Letzten Drei            | Letzten Drei            | Ausgeschieden (Woche 6) | Ausgeschieden (Woche 6) |
| CeCe Frey            | Letzten Acht | Letzten Zwei            | 5. Platz                | Letzten Drei            | 5. Platz                | Letzten Drei            | Ausgeschieden (Woche 6) | Ausgeschieden (Woche 6) |
| Vino Alan            | Weiter       | 3. Platz                | 3. Platz                | 3. Platz                | Letzten Drei            | Ausgeschieden (Woche 5) | Ausgeschieden (Woche 5) | Ausgeschieden (Woche 5) |
| Paige Thomas         | Weiter       | 8. Platz                | Letzten Drei            | 6. Platz                | Letzten Drei            | Ausgeschieden (Woche 5) | Ausgeschieden (Woche 5) | Ausgeschieden (Woche 5) |
| Beatrice Miller      | Weiter       | 10. Platz               | 8. Platz                | Letzten Drei            | Ausgeschieden (Woche 4) | Ausgeschieden (Woche 4) | Ausgeschieden (Woche 4) | Ausgeschieden (Woche 4) |
| Arin Ray             | Letzten Acht | 11. Platz               | 9. Platz                | Letzten Drei            | Ausgeschieden (Woche 4) | Ausgeschieden (Woche 4) | Ausgeschieden (Woche 4) | Ausgeschieden (Woche 4) |
| Jennel Garcia        | Weiter       | 7. Platz                | Letzten Drei            | Ausgeschieden (Woche 3) | Ausgeschieden (Woche 3) | Ausgeschieden (Woche 3) | Ausgeschieden (Woche 3) | Ausgeschieden (Woche 3) |
| LYRIC 145            | Weiter       | 9. Platz                | Letzten Drei            | Ausgeschieden (Woche 3) | Ausgeschieden (Woche 3) | Ausgeschieden (Woche 3) | Ausgeschieden (Woche 3) | Ausgeschieden (Woche 3) |
| Jason Brock          | Letzten Acht | Letzten zwei            | Ausgeschieden (Woche 2) | Ausgeschieden (Woche 2) | Ausgeschieden (Woche 2) | Ausgeschieden (Woche 2) | Ausgeschieden (Woche 2) | Ausgeschieden (Woche 2) |
| David Correy         | Letzten Acht | Ausgeschieden (Woche 1) | Ausgeschieden (Woche 1) | Ausgeschieden (Woche 1) | Ausgeschieden (Woche 1) | Ausgeschieden (Woche 1) | Ausgeschieden (Woche 1) | Ausgeschieden (Woche 1) |
| Sister C             | Letzten Acht | Ausgeschieden (Woche 1) | Ausgeschieden (Woche 1) | Ausgeschieden (Woche 1) | Ausgeschieden (Woche 1) | Ausgeschieden (Woche 1) | Ausgeschieden (Woche 1) | Ausgeschieden (Woche 1) |
| Willie Jones         | Letzten Acht | Ausgeschieden (Woche 1) | Ausgeschieden (Woche 1) | Ausgeschieden (Woche 1) | Ausgeschieden (Woche 1) | Ausgeschieden (Woche 1) | Ausgeschieden (Woche 1) | Ausgeschieden (Woche 1) |

## Staffel 3
Ende Oktober 2012 verlängerte Fox die Sendung um eine dritte Staffel.

## Rezeption

### Einschaltquoten
| Nr. (gesamt) | Nr. (Staffel) | Episode                              | Datum         | Zuschauer ab 2 J. (Mio.) | Rang       | Rang  | Quelle |
| Nr. (gesamt) | Nr. (Staffel) | Episode                              | Datum         | Zuschauer ab 2 J. (Mio.) | Sendeplatz | Nacht | Quelle |
| ------------ | ------------- | ------------------------------------ | ------------- | ------------------------ | ---------- | ----- | ------ |
| 01           | 01            | Erstes Casting                       | 21. Sep. 2011 | 12,49                    | 1          | 2     | [ 25 ] |
| 02           | 02            | Zweites Casting                      | 22. Sep. 2011 | 12,51                    | 1          | 2     | [ 26 ] |
| 03           | 03            | Drittes Casting                      | 28. Sep. 2011 | 11,86                    | 1          | 2     | [ 27 ] |
| 04           | 04            | Viertes Casting                      | 29. Sep. 2011 | 12,17                    | 1          | 2     | [ 28 ] |
| 05           | 05            | Erstes Bootcamp                      | 5. Okt. 2011  | 11,93                    | 1          | 2     | [ 29 ] |
| 06           | 06            | Zweites Bootcamp                     | 6. Okt. 2011  | 11,67                    | 1          | 1     | [ 30 ] |
| 07           | 07            | Erstes Juryhaus                      | 13. Okt. 2011 | 11,24                    | 1          | 1     | [ 31 ] |
| 08           | 08            | Zweites Juryhaus                     | 16. Okt. 2011 | 08,84                    | 1          | 2     | [ 32 ] |
| 09           | 09            | Drittes Juryhaus                     | 18. Okt. 2011 | 10,39                    | 1          | 1     | [ 33 ] |
| 10           | 10            | Erste Liveshow und dessen Ergebnisse | 25. Okt. 2011 | 12,09                    | 1          | 1     | [ 34 ] |
| 11           | 11            | Zweite Liveshow                      | 2. Nov. 2011  | 11,76                    | 1          | 1     | [ 35 ] |
| 12           | 12            | Ergebnisse der zweiten Liveshow      | 3. Nov. 2011  | 11,64                    | 2          | 2     | [ 36 ] |
| 13           | 13            | Dritte Liveshow                      | 9. Nov. 2011  | 10,25                    | 2          | 2     | [ 37 ] |
| 14           | 14            | Ergebnisse der dritten Liveshow      | 10. Nov. 2011 | 10,13                    | 2          | 4     | [ 38 ] |
| 15           | 15            | Vierte Liveshow                      | 16. Nov. 2011 | 11,31                    | 1          | 2     | [ 39 ] |
| 16           | 16            | Ergebnisse der vierten Liveshow      | 17. Nov. 2011 | 09,71                    | 2          | 3     | [ 40 ] |
| 17           | 17            | Fünfte Liveshow                      | 22. Nov. 2011 | 09,43                    | 2          | 3     | [ 41 ] |
| 18           | 18            | Ergebnisse der fünften Liveshow      | 23. Nov. 2011 | 08,51                    | 2          | 3     | [ 42 ] |
| 19           | 19            | Sechste Liveshow                     | 30. Nov. 2011 | 11,05                    | 1          | 1     | [ 43 ] |
| 20           | 20            | Ergebnisse der sechsten Liveshow     | 1. Dez. 2011  | 10,34                    | 1          | 1     | [ 44 ] |
| 21           | 21            | Siebte Liveshow                      | 7. Dez. 2011  | 10,70                    | 1          | 3     | [ 45 ] |
| 22           | 22            | Ergebnisse der siebten Liveshow      | 8. Dez. 2011  | 09,84                    | 2          | 3     | [ 46 ] |
| 23           | 23            | Achte Liveshow                       | 14. Dez. 2011 | 10,79                    | 1          | 3     | [ 47 ] |
| 24           | 24            | Ergebnisse der achten Liveshow       | 15. Dez. 2011 | 09,87                    | 1          | 2     | [ 48 ] |
| 25           | 25            | Finalshow                            | 21. Dez. 2011 | 11,23                    | 1          | 1     | [ 49 ] |
| 26           | 26            | Ergebnisse der Finalshow             | 22. Dez. 2011 | 12,59                    | 1          | 1     | [ 50 ] |

| Nr. (gesamt) | Nr. (Staffel) | Episode                              | Datum         | Zuschauer ab 2 J. (Mio.) | Rang       | Rang  | Quelle |
| Nr. (gesamt) | Nr. (Staffel) | Episode                              | Datum         | Zuschauer ab 2 J. (Mio.) | Sendeplatz | Nacht | Quelle |
| ------------ | ------------- | ------------------------------------ | ------------- | ------------------------ | ---------- | ----- | ------ |
| 27           | 01            | Erstes Casting                       | 12. Sep. 2012 | 08,73                    | 2          | 3     | [ 51 ] |
| 28           | 02            | Zweites Casting                      | 13. Sep. 2012 | 08,28                    | 2          | 2     | [ 52 ] |
| 29           | 03            | Drittes Casting                      | 19. Sep. 2012 | 09,54                    | 2          | 2     | [ 53 ] |
| 30           | 04            | Viertes Casting                      | 20. Sep. 2012 | 10,15                    | 1          | 1     | [ 54 ] |
| 30           | 04            | Fünftes Casting                      | 26. Sep. 2012 | 09,63                    | 2          | 5     | [ 55 ] |
| 32           | 06            | Sechstes Casting                     | 27. Sep. 2012 | 09,39                    | 2          | 6     | [ 56 ] |
| 33           | 07            | Erstes Bootcamp                      | 3. Okt. 2012  | 09,71                    | 2          | 2     | [ 57 ] |
| 34           | 08            | Zweites Bootcamp                     | 4. Okt. 2012  | 09,25                    | 2          | 6     | [ 58 ] |
| 35           | 09            | Drittes Bootcamp und Erstes Juryhaus | 10. Okt. 2012 | 09,56                    | 2          | 6     | [ 59 ] |
| 36           | 10            | Zweites Juryhaus                     | 11. Okt. 2012 | 08,43                    | 2          | 3     | [ 60 ] |
| 37           | 11            | Drittes Juryhaus                     | 23. Okt. 2012 |                          |            |       |        |
| 38           | 12            | Erste Liveshow                       | 1. Nov. 2012  |                          |            |       |        |

Anmerkungen
1. ↑  Aufgrund einer durch Regen verspäteten Anstoßzeit des dritten Spiels der National League Championship Series wurde am 17. Oktober 2012 nur die erste Stunde der Episode ausgestrahlt. Die gesamte Episode wird am 23. Oktober 2012 gezeigt. Die genannten Quoten und Rangplätze beziehen sich dabei auf die Ausstrahlung am 23. Oktober 2012.

### Auszeichnungen und Nominierungen
Teen Choice Awards
- 2012: Auszeichnung in der Kategorie Choice TV: Reality Competition Show für The X Factor
- 2012: Auszeichnung in der Kategorie Choice TV Breakout Show für The X Factor
- 2012: Auszeichnung in der Kategorie Choice TV: Male Personality für Simon Cowell
- 2012: Nominierung in der Kategorie Choice TV: Female Reality Star für Melanie Amaro
- 2013: Auszeichnung in der Kategorie Choice TV: Reality Competition Show für The X Factor
- 2013: Auszeichnung in der Kategorie Choice TV: Male Personality für Simon Cowell
- 2013: Auszeichnung in der Kategorie Choice TV: Female Personality für Demi Lovato

Nickelodeon Kids’ Choice Awards
- 2013: Auszeichnung in der Kategorie Lieblings-Bösewicht für Simon Cowell